# Lista monumentelor istorice din județul Mureș - I

Simbol pentru monumentele istorice

Lista monumentelor istorice din județul Mureș - I cuprinde monumentele istorice înscrise în Patrimoniul cultural național al României și aflate în localități ce încep cu litera I din județul Mureș.
Lista completă este menținută și actualizată periodic de către Ministerul Culturii, Cultelor și Patrimoniului Național din România, prin intermediul Institutului Național al Patrimoniului, ultima versiune datând din 2015. Această listă cuprinde și actualizările ulterioare, realizate prin ordin al ministrului culturii.
| Cod LMI                               | Denumire                                              | Localitate                              | Localizare                                                                           | Datare, Creatori                           | Imagine               | Erori             |
| ------------------------------------- | ----------------------------------------------------- | --------------------------------------- | ------------------------------------------------------------------------------------ | ------------------------------------------ | --------------------- | ----------------- |
| MS-I-s-A-15383                        | Situl arheologic de la Iernut, punct „Fundu Bedeelor” | oraș Iernut                             | „Fundu Bedeelor”                                                                     |                                            | Încarcă foto \| video | Raportează eroare |
| MS-I-m-B-15383.01 (RAN: 117836.01.04) | Așezare                                               | oraș Iernut                             | „Fundu Bedeelor”, la SV de localitate, spre Sălcud 46.43333°N 24.20639°E             | sec. XII - XIII                            | Încarcă foto \| video | Raportează eroare |
| MS-I-m-A-15383.02                     | Necropolă                                             | oraș Iernut                             | „Fundu Bedeelor”, la SV de localitate, spre Sălcud                                   | sec. IV - V                                | Încarcă foto \| video | Raportează eroare |
| MS-I-m-A-15383.03                     | Necropolă                                             | oraș Iernut                             | „Fundu Bedeelor”, la SV de localitate, spre Sălcud                                   | sec. III - IV p. Chr.                      | Încarcă foto \| video | Raportează eroare |
| MS-I-m-A-15383.04                     | Așezare                                               | oraș Iernut                             | „Fundu Bedeelor”, la SV de localitate, spre Sălcud                                   | Hallstatt                                  | Încarcă foto \| video | Raportează eroare |
| MS-I-m-A-15383.05                     | Așezare                                               | oraș Iernut                             | „Fundu Bedeelor”, la SV de localitate, spre Sălcud                                   | Epoca bronzului                            | Încarcă foto \| video | Raportează eroare |
| MS-I-m-A-15383.06                     | Așezare                                               | oraș Iernut                             | „Fundu Bedeelor”, la SV de localitate, spre Sălcud                                   | Neolitic timpuriu, Cultura Starčevo - Criș | Încarcă foto \| video | Raportează eroare |
| MS-I-s-B-15384 (RAN: 117836.02)       | Situl arheologic de la Iernut, punct „La Hulpiști”    | oraș Iernut                             | „La Hulpiști” 46.46667°N 24.2°E                                                      |                                            | Încarcă foto \| video | Raportează eroare |
| MS-I-m-B-15384.01 (RAN: 117836.02.04) | Așezare                                               | oraș Iernut                             | „La Hulpiști”, în stânga Mureșului, la 350-400 m de Fundu Bedeelor 46.46667°N 24.2°E | Epoca postromană                           | Încarcă foto \| video | Raportează eroare |
| MS-I-m-B-15384.02 (RAN: 117836.02.03) | Așezare                                               | oraș Iernut                             | „La Hulpiști”, în stânga Mureșului, la 350-400 m de Fundu Bedeelor 46.46667°N 24.2°E | sec. III - IV p. Chr.                      | Încarcă foto \| video | Raportează eroare |
| MS-I-m-B-15384.03 (RAN: 117836.02.02) | Așezare                                               | oraș Iernut                             | „La Hulpiști”, în stânga Mureșului, la 350-400 m de Fundu Bedeelor 46.46667°N 24.2°E | Latène, Cultura geto-dacică                | Încarcă foto \| video | Raportează eroare |
| MS-I-m-B-15384.04 (RAN: 117836.02.01) | Așezare                                               | oraș Iernut                             | „La Hulpiști”, în stânga Mureșului, la 350-400 m de Fundu Bedeelor 46.46667°N 24.2°E | Epoca bronzului, Cultura Wietenberg        | Încarcă foto \| video | Raportează eroare |
| MS-I-s-B-15385 (RAN: 115272.01)       | Așezarea medievală de la Iștihaza                     | sat Iștihaza; comuna Ațintiș            | „Movila Oaselor” (Csontosdomb) 46.4°N 24.11667°E                                     | Epoca medievală timpurie                   | Încarcă foto \| video | Raportează eroare |
| MS-I-m-B-15385.01 (RAN: 115272.01.01) | Așezare                                               | sat Iștihaza; comuna Ațintiș            | „Movila Oaselor” (Csontosdomb)                                                       | sec. XI, Epoca medievalătimpurie           | Încarcă foto \| video | Raportează eroare |
| MS-I-m-B-15385.02 (RAN: 115272.01.02) | Cimitir de inhumație                                  | sat Iștihaza; comuna Ațintiș            | „Movila Oaselor” (Csontosdomb) 46.4°N 24.11667°E                                     | Epoca medievală timpurie                   | Încarcă foto \| video | Raportează eroare |
| MS-I-s-B-15386 (RAN: 117961.01)       | Așezarea romană de la Ivănești                        | sat Ivănești; comuna Livezeni           | „Dealul Chibelei” (Kibeleitetö), în vatra satului                                    | sec. II - III p. Chr.                      | Încarcă foto \| video | Raportează eroare |
| MS-II-m-A-15704 (RAN: 117836.14)      | Biserica reformată                                    | oraș Iernut                             |                                                                                      | sec. XV - XIX                              | Alte imagini          | Raportează eroare |
| MS-II-m-A-15705                       | Castelul Kornis-Rakoczy-Bethlen                       | oraș Iernut                             | Str. Vladimirescu Tudor 4 46.45037°N 24.24617°E                                      | sec. XVII Agostino da Serena               | Alte imagini          | Raportează eroare |
| MS-II-m-A-15701                       | Biserica de lemn „Sf. Arhangheli”                     | sat Iclandu Mare; comuna Iclănzel       |                                                                                      | sec. XVIII                                 | Încarcă foto \| video | Raportează eroare |
| MS-II-m-B-15702 (RAN: 117676.02)      | Biserica de lemn „Sf. Apostoli Petru și Pavel”        | sat Mădărășeni; comuna Iclănzel         |                                                                                      | sec. XVIII                                 | Alte imagini          | Raportează eroare |
| MS-II-m-B-15703                       | Casă                                                  | sat Ideciu de Jos; comuna Ideciu de Jos | Str. Principală 187                                                                  | sec. XIX                                   | Încarcă foto \| video | Raportează eroare |
| MS-II-m-A-15706 (RAN: 117532.01)      | Biserica unitariană                                   | sat Isla; comuna Hodoșa                 | 153                                                                                  | sec. XVII                                  | Alte imagini          | Raportează eroare |